# Филдс, Лэндри
Лэндри Филдс (англ. Landry Fields; родился 27 июня 1988 года в Лонг-Бич, Калифорния) — американский профессиональный баскетболист, в последнее время выступающий в Национальной баскетбольной ассоциации за команду «Торонто Рэпторс». Играет на позициях атакующего защитника и лёгкого форварда. Был выбран во втором раунде под общим 39-м номером на драфте НБА 2010 года клубом «Нью-Йорк Никс».

## Биография
Лэндри Филдс родился в семье Стива и Джанис Филдс. Оба родителя в колледже играли в баскетбол: за Университет Майами и общественный колледж Хайленд соответственно, причём отца Лэндри в 1975 года на драфте НБА выбрал клуб «Портленд Трэйл Блэйзерс», хотя он так и не прошёл в состав команды. Лэндри учился в старшей школе Лос-Аламитоса, успешно играл за школьную баскетбольную команду и в последние два года учёбы был её капитаном. После школы его пытались заполучить к себе университеты Аризоны и Гонзага, но Филдс выбрал Стэнфордский университет.
В команде Стэнфордского университета под руководством Трента Джонсона Филдс в первые два сезона был резервистом и проводил на площадке в среднем 13 минут. В третьем сезоне Лэндри получил место в стартовой пятёрке и начал стремительно прогрессировать. В последнем, четвёртом сезоне, Филдс в среднем за игру набирал 22 очка и делал 8,8 подборов, по обоим показателям он лидировал в Тихоокеанской конференции. По итогам сезона он был включён в первую команду лучших игроков конференции.
На драфте НБА 2010 года Филдса во втором раунде под общим 39-м номером выбрал клуб «Нью-Йорк Никс». Хорошо проявив себя в матчах летней лиги и в предсезонных играх, он получил место в стартовой пятёрке «Никс». 21 ноября 2010 года в матче против «Денвер Наггетс» Филдс установил личный рекорд результативности в НБА — 21 очко и 17 подборов. 6 февраля 2011 года в матче против «Филадельфии» он улучшил свой рекорд, набрав 25 очков. В ноябре и декабре 2010 года Филдса признавали лучшим новичком месяца в Восточной конференции.
11 июля 2012 года Лэндри подписал трёхлетний контракт с «Торонто Рэпторс» на сумму $20 млн.

## Статистика

### Статистика в НБА
| Сезон                                                                                    | Команда  | Регулярный сезон | Регулярный сезон | Регулярный сезон | Регулярный сезон | Регулярный сезон | Регулярный сезон | Регулярный сезон | Регулярный сезон | Регулярный сезон | Регулярный сезон | Регулярный сезон | Серия плей-офф | Серия плей-офф | Серия плей-офф | Серия плей-офф | Серия плей-офф | Серия плей-офф | Серия плей-офф | Серия плей-офф | Серия плей-офф | Серия плей-офф | Серия плей-офф |
| Сезон                                                                                    | Команда  | GP               | GS               | MPG              | FG%              | 3P%              | FT%              | RPG              | APG              | SPG              | BPG              | PPG              | GP             | GS             | MPG            | FG%            | 3P%            | FT%            | RPG            | APG            | SPG            | BPG            | PPG            |
| ---------------------------------------------------------------------------------------- | -------- | ---------------- | ---------------- | ---------------- | ---------------- | ---------------- | ---------------- | ---------------- | ---------------- | ---------------- | ---------------- | ---------------- | -------------- | -------------- | -------------- | -------------- | -------------- | -------------- | -------------- | -------------- | -------------- | -------------- | -------------- |
| 2010/11                                                                                  | Нью-Йорк | 82               | 81               | 31,0             | 49,7             | 39,3             | 76,9             | 6,4              | 1,9              | 1,0              | 0,2              | 9,7              | 4              | 4              | 17,7           | 20,0           | 0,0            | 16,7           | 1,3            | 1,3            | 0,5            | 0,8            | 1,8            |
| 2011/12                                                                                  | Нью-Йорк | 66               | 62               | 28,7             | 46,0             | 25,6             | 56,2             | 4,2              | 2,6              | 1,2              | 0,3              | 8,8              | 5              | 4              | 23,0           | 48,4           | 20,0           | 71,4           | 3,0            | 1,4            | 0,6            | 0,0            | 7,2            |
| 2012/13                                                                                  | Торонто  | 51               | 22               | 20,3             | 45,7             | 14,3             | 64,2             | 4,1              | 1,2              | 0,6              | 0,2              | 4,7              | Не участвовал  | Не участвовал  | Не участвовал  | Не участвовал  | Не участвовал  | Не участвовал  | Не участвовал  | Не участвовал  | Не участвовал  | Не участвовал  | Не участвовал  |
| 2013/14                                                                                  | Торонто  | 30               | 2                | 10,7             | 40,3             | 0,0              | 63,6             | 2,0              | 0,7              | 0,3              | 0,1              | 2,3              | 3              | 0              | 8,5            | 0,0            | -              | -              | 2,3            | 0,3            | 1,3            | 0,3            | 0,0            |
| 2014/15                                                                                  | Торонто  | 26               | 9                | 8,3              | 48,8             | 50,0             | 83,3             | 1,0              | 0,6              | 0,4              | 0,0              | 1,8              | Не участвовал  | Не участвовал  | Не участвовал  | Не участвовал  | Не участвовал  | Не участвовал  | Не участвовал  | Не участвовал  | Не участвовал  | Не участвовал  | Не участвовал  |
|                                                                                          | Всего    | 255              | 176              | 23,6             | 47,3             | 33,2             | 66,6             | 4,3              | 1,6              | 0,8              | 0,2              | 6,8              | 12             | 8              | 17,6           | 37,5           | 11,1           | 46,2           | 2,3            | 1,1            | 0,8            | 0,3            | 3,6            |
| Наведите курсор мыши на аббревиатуры в заголовке таблицы, чтобы прочесть их расшифровку. |          |                  |                  |                  |                  |                  |                  |                  |                  |                  |                  |                  |                |                |                |                |                |                |                |                |                |                |                |

### Статистика в NCAA
| Сезон | Команда  | Conf   | Class | GP  | GS | MPG  | FG%  | 3P%  | FT%  | RPG | APG | SPG | BPG | PPG  |
| --- | -------- | ------ | ----- | --- | -- | ---- | ---- | ---- | ---- | --- | --- | --- | --- | ---- |
| 2006/07 | Стэнфорд | Pac-10 | FR    | 30  | 0  | 14,0 | 36,3 | 30,3 | 65,2 | 2,5 | 0,7 | 0,2 | 0,1 | 4,2  |
| 2007/08 | Стэнфорд | Pac-10 | SO    | 33  | 0  | 12,6 | 36,2 | 35,5 | 62,5 | 2,0 | 1,0 | 0,3 | 0,2 | 4,1  |
| 2008/09 | Стэнфорд | Pac-10 | JR    | 34  | 33 | 30,7 | 49,8 | 36,8 | 65,0 | 6,6 | 1,9 | 1,2 | 0,5 | 12,6 |
| 2009/10 | Стэнфорд | Pac-10 | SR    | 32  | 32 | 36,3 | 49,0 | 33,7 | 69,6 | 8,8 | 2,8 | 1,6 | 0,8 | 22,0 |
| Всего | Всего    | Всего  | Всего | 129 | 65 | 23,6 | 46,3 | 34,2 | 67,6 | 5,0 | 1,6 | 0,9 | 0,4 | 10,8 |
| Наведите курсор мыши на аббревиатуры в заголовке таблицы, чтобы прочесть их расшифровку Статистика приведена с сайта sports-reference.com |          |        |       |     |    |      |      |      |      |     |     |     |     |      |